# Простейшие
Просте́йшие (лат. Protozoa, от др.-греч. πρῶτος — первый и ζῷα, формы множественного числа от др.-греч. ζῷον — живое существо) — полифилетическая группа, царство или подцарство животных одноклеточных или колониальных эукариот, которые имеют гетеротрофный тип питания. В русскоязычной литературе, как правило, используется термин гетеротрофные протисты, представителями гетеротрофных протистов являются фораминиферы и инфузории.
Большинство простейших — микроорганизмы, но некоторые (например, колониальные инфузории зоотамниумы или одиночные спиростомумы) достигают размеров в несколько миллиметров и хорошо видны невооружённым глазом. Настоящих многоклеточных форм среди простейших нет.
Термин «водоросли» используют для обозначения фотосинтезирующих протистов — как микроорганизмов, так и организмов, имеющих макроскопические размеры. Однако различить простейших и водоросли зачастую нелегко. Например, водоросль Dinobryon имеет хлоропласты и фотосинтезирует, а также подвижна и использует готовые органические вещества. Смешанный (миксотрофный) тип питания имеют также некоторые эвгленовые, которые к тому же могут необратимо утрачивать хлоропласты.

## Характеристика
Простейшие, как правило, имеют размер около 5—45 микрометров, такие формы хорошо видны в световом микроскопе. Некоторые одиночные и колониальные виды (крупные инфузории, радиолярии и др.) могут также достигать нескольких миллиметров, они будут хорошо видны невооружённым глазом. Наиболее мелкие простейшие (токсоплазмы и пироплазмиды) имеют размеры 1—2 мкм. Простейшие обитают в водной среде и почве, занимают различные трофические уровни. Как хищники они питаются одноклеточными или нитчатыми водорослями, микроскопическими грибами, другими видами простейших, а как микрофаги — бактериями и детритом. Простейшие контролируют бактериальные популяции и регулируют их биомассу. Простейшие могут потреблять пищу путём эндоцитоза — например, амёбы окружают пищу псевдоподиями и заглатывают её, в то время как другие простейшие имеют клеточный рот (цитостом), через который они поглощают пищу. Некоторые простейшие способны к осмотрофному питанию. Все фаготрофные простейшие переваривают пищу в компартментах, называемых вакуолями.
Как компоненты микро- и мейофауны, простейшие являются важной пищей для микроскопических беспозвоночных, а также мальков рыб. Экологическая роль простейших состоит в переносе бактериальной и водорослевой продукции на следующие трофические уровни. К простейшим относятся плазмодии, трипаносомы, лейшмании и другие паразиты, которые являются возбудителями опасных заболеваний человека и животных, а также симбионты многоклеточных животных. Жгутиконосцы — симбионты термитов и инфузории — симбионты жвачных, помогающие своим хозяевам переваривать целлюлозу, играют исключительно важную роль в круговороте органики.
Простейшие размножаются делением на две части или множественным делением. Некоторые простейшие размножаются половым путём, некоторые бесполым, большинство групп — и тем, и другим. У некоторых видов (например, малярийного плазмодия) мужские гаметы (микрогаметы) образуются из одних клеток, а женские (макрогаметы) — из других.
Другим названием таксона простейших является Acrita (Акрития) (R. Owen, 1861).

## Классификация
Ранее простейших часто рассматривали как подцарство царства животных. Поэтому гетеротрофными простейшими занималась отдельная наука — протозоология, которая считалась разделом зоологии (науки о животных). Сейчас простейших обычно относят к царству протистов вместе с водорослями и рядом грибоподобных групп (оомицетами, лабиринтулидами, миксомицетами и др.) Или относят в отдельное царство.
Простейшие — это полифилетическая группа или царство. Хотя ранее им часто придавали ранг подцарства или типа. Слово животноподобные рассматривался как синоним к слову простейшие, но сейчас животноподобные это только часть простейших.

### Подгруппы
Простейших обычно классифицировали по способам передвижения, хотя данная характеристика не отражает реального родства:
- Жгутиковые (например, Giardia lamblia)
- Корненожки (например, Entamoeba histolytica)
- Споровики (например, Plasmodium) (когда-то в состав споровиков (Apicomplexa) включали также неродственных им Myxozoa и Microsporidia)
- Инфузории (например, Balantidium coli)
- Солнечники
- Радиолярии